# Lucia Wald
Lucia Wald (* 1. Oktober 1923 in Iași; † 15. August 2018 in Bukarest) war eine rumänische Linguistin, Latinistin und Romanistin.

## Leben und Werk
Lucia Wald, die einer jüdischen Familie entstammte, ging in Rădăuți zur Schule. Sie studierte Altphilologie und Allgemeine Sprachwissenschaft an der Universität Bukarest. Ihr Lehrer war Alexandru Graur. Sie war Professorin an der Universität Bukarest.

## Werke
- (mit Alexandru Graur) Scurtă istorie a lingvisticii. Bukarest 1961, 1965, 1977 (Kurze Geschichte der Sprachwissenschaft).
- (mit Elena Slave) Ce limbi se vorbesc pe glob? Bukarest 1968.
- Progresul în limbă. Scurtă istorie a limbajului. Bukarest 1969. Iași 2017.
- (mit Alexandru Graur und Sorin Stati) Tratat de lingvistică generală. Bukarest 1971.
- Sisteme de comunicare umană. Bukarest 1973.
- (mit Dan Slușanschi) Introducere în studiul limbii și culturii indo-europene. Bukarest 1987.
- Pagini de teorie și istorie a lingvisticii. Bukarest 1998.

### Herausgebertätigkeit
- (mit Ion Coteanu) Probleme de lingvistică generală 7, 1977.
- (mit Ion Coteanu) Semantică și semiotică. Bukarest 1981.
- Istoria gândirii lingvistice românești. Texte comentate. Vol. III. Bukarest 1991.
- Lingviști și filologi evrei din România. Bukarest 1996.
- Alexandru Graur. Centenarul nașterii. Omagiul foștilor elevi și colaboratori. Bukarest 2000.
- (mit Gheorghe Chivu, als  Übersetzerin) Institutiones linguae valachicae. Prima gramatică a limbii române scrisă în limba latină. Bukarest 2001.